# Кіл Браун
Кіл Браун (англ. Kiel Brown, травень 1984) — австралійський хокеїст на траві.
Бронзовий призер Олімпійських Ігор 2008 року.
Переможець Ігор Співдружності 2014 року.
Чемпіон світу 2010 року.
Переможець Трофею чемпіонів 2008, 2011, 2012 років.